# Retten i Sønderborg
Retten i Sønderborg er en byret  i Sønderborg, beliggende i bydelen Sundsmark. 
Retskredsen for retten dækker kommunerne Haderslev, Sønderborg, Tønder og Aabenraa. Retspræsident er Karen Thegen og retten har tilknyttet 10 dommere. Der er afdelingskontorer i Haderslev og Tønder.
Der er desuden tilknyttet et bitingsted for Vestre Landsret.
54°55′16.89″N 9°49′24.42″Ø / 54.9213583°N 9.8234500°Ø